# الشرف (الخبت)

تعديل مصدري - تعديل

الشرف هي إحدى قرى عزلة نمرة بمديرية الخبت التابعة لمحافظة المحويت، بلغ تعداد سكانها 386 نسمة حسب تعداد اليمن لعام 2004.